# Calamiscus cryptopalpis
Calamiscus cryptopalpis är en tvåvingeart som beskrevs av Borgmeier 1960. Calamiscus cryptopalpis ingår i släktet Calamiscus och familjen puckelflugor. Inga underarter finns listade i Catalogue of Life.